# Entropía de configuración
En mecánica estadística, la entropía de configuración es la porción de la entropía de un sistema que está relacionado con la posición de sus partículas constituyentes, ya sea por su velocidad o momentum.  Está físicamente relacionada con el número de arreglos posibles en que pueden tenerse todas las partículas mientras se mantienen conjuntos de propiedades del sistema especificado, como la energía.
Puede ser demostrado que la variación de entropía de configuración de sistemas termodinámicos (p. ej., gas ideal, y otros sistemas con un número vasto de grados internos de libertad) en los procesos termodinámicos es equivalentes a la variación de la entropía macroscópica definida cuando dS = δQ/T, donde δQ es el calor intercambiado entre el sistema y los medios de comunicación circundantes, y T es temperatura. Por lo tanto, la entropía de configuración es la misma que la entropía macroscópica .

## Cálculo
La entropía de configuración en el Colectivo microcanonico está relacionado al número de configuraciones posibles W en una energía dada E por la fórmula de entropía de Boltzmann
{\displaystyle S=k_{B}\,\ln W,}
donde kB Es la constante de Boltzmann y W es el número de configuraciones posibles. En una formulación más general, si un sistema puede ser en estados n con probabilidades Pn, la entropía de configuración del sistema está dada por
{\displaystyle S=-k_{B}\,\sum _{n=1}^{W}P_{n}\ln P_{n},}
donde en el límite de desorden perfecto (todo Pn = 1/W) lleva a la fórmula de Boltzmann, mientras en el límite opuesto (una configuración con probabilidad 1), la entropía desaparece. Esta formulación es análoga a aquello de la entropía de información de Shannon.
El campo matemático de combinatorias, y en particular la matemática de combinaciones y permutaciones es altamente importante en el cálculo de la entropía de configuración.  En particular, este campo de las matemáticas ofrece aproximaciones formalizadas para calcular el número de maneras de escoger o acomodar objetos discretos; en este caso, átomos o moléculas.  Aun así,  es importante mencionar que las posiciones de las moléculas no son estrictamente hablando discretos por encima del nivel cuántico.  Por ello una variedad de aproximaciones puede ser utilizada en discretizar un sistema para permitir una aproximación de combinación meramente pura. Alternativamente, los métodos integrales pueden ser utilizados en algunos casos para trabajar directamente con funciones de posición continua.
Una segunda aproximación utilizada (la mayoría a menudo en simulaciones de ordenador, pero también analíticamente) para determinar la entropía de configuración es el método de inserción de Widom.